# Alkoholdryckernas historia
Alkoholdryckernas historia sträcker sig tillbaka längre än den skrivna historien. Även om man inte vet när alkohol användes för första gången som dryck, utgår man från att de upptäcktes genom en slump.

## Tidigt ursprung
Upptäckten av öl från stenåldern har etablerat att avsiktligt framställda alkoholdrycker har funnits sedan neolitisk tid (ca. 10 000 f.Kr.).
De tidiga alkoholdryckerna kan ha bestått av bär eller honung och vintillverkning har sitt ursprung i vinregionerna i mellanöstern.